# Sougouma (Kourouma)
Pour la localité du département de Rambo, voir Sougouma (Rambo).
Sougouma est une commune rurale située dans le département de Kourouma de la province de Kénédougou dans la région des Hauts-Bassins au Burkina Faso.

## Géographie
Sougouma est située à environ 10 km à l'ouest de Kourouma.

## Santé et éducation
Le centre de soins le plus proche de Sougouma est le centre de santé et de promotion sociale (CSPS) de Kourouma.